# Dorothea Wolf
Dorothea Wolf (* 10. September 1951 in Oldenburg) ist eine deutsche Politikerin (Bündnis 90/Die Grünen). Von 1994 bis 1998 war sie Abgeordnete im Landtag von Niedersachsen.
Wolf verbrachte von 1967 bis 1968 ein Jahr als Austauschschülerin in Michigan, USA. Nach dem Abitur absolvierte sie eine Ausbildung an der Krankengymnastikschule in Göttingen und arbeitete anschließend bei verschiedenen Krankenhäusern. Sie war 1978 zunächst Mitglied der Grüne Liste Umweltschutz und später der Grünen. Von 1983 bis 1989 war sie im Rat der Stadt Norderney und von 1991 bis 1994 war sie im Kreistag des Landkreises Aurich. Von 1994 bis 1998 war sie eine Wahlperiode Abgeordnete im Landtag von Niedersachsen.